# Gora Treugolka
Gora Treugolka är ett berg i Antarktis. Det ligger i Östantarktis. Australien gör anspråk på området. Toppen på Gora Treugolka är 841 meter över havet.
Terrängen runt Gora Treugolka är platt västerut, men österut är den kuperad.  Trakten är obefolkad. Det finns inga samhällen i närheten.